# FK Friskus-Varberg
FK Friskus-Varberg är en idrottsförening i Varberg, bildad 29 september 1936 och fram till 1990-talet känd som FK Friskus.
Klubben är verksam inom orientering, skidåkning och långlöpning och har sin klubbstuga i Varberg.